# Vejice
Vejice – wieś w Słowenii, w gminie Šentjur. W 2018 roku liczyła 17 mieszkańców.